# SS Christopher Columbus
El SS Chistopher Colombus (Cristóbal Colón) fue un navío de pasajeros estadounidense de los Grandes Lagos, que brindó servicio entre 1893 y 1933. Fue el único barco whaleback construido para el servicio de pasajeros. El barco fue diseñado por Alexander McDougall, el desarrollador y promotor del diseño whaleback.
El Columbus fue construido entre 1892 y 1893 en Superior, Wisconsin, por la American Steel Barge Company. Inicialmente, transbordaba pasajeros desde y hacia la Exposición Mundial Colombina de Chicago. Más tarde, proporcionó transporte general y servicios de excursiones a los diferentes puertos de la región de los lagos.
Con 362 pies (110 m), el barco fue el mayor whaleback jamás construido y, al parecer, también fue el barco de mayor tamaño de los Grandes Lagos en aquel entonces. Se dice que el Columbus ha llevado a más pasajeros durante su carrera que cualquier otro buque en los Grandes Lagos. Después de prestar servicio durante cuatro décadas, fue retirado durante la Gran Depresión y desguazado en 1936 por la Manitowoc Shipbuilding Company en Manitowoc, Wisconsin.

## Antecedentes y propuesta
La historia del Columbus está vinculada con la del whaleback, un innovador pero no ampliamente aceptado diseño de buques de la década de 1880, y con su diseñador, Alexander McDougall. Era un inmigrante escocés, capitán en los Grandes Lagos, inventor y empresario. Desarrolló la idea del whaleback como una forma de mejorar la capacidad de barcazas y lograr un barco remolcador para alta mar. Los whaleback se caracterizaron por su singular casco con bordes redondeados, careciendo de los lados verticales convencionales. Así se rompen las olas en sus cascos con mucha menos fuerza que en los cascos convencionales. El agua también podía fluir alrededor de las torretas ovaladas del barco, que se parecían a las torretas con cañones de los barcos de guerra contemporáneos. La superestructura del barco y sus camarotes estaban construidos sobre esas torretas. Los  contornos redondeados de los whaleback les daban una apariencia poco convencional y los diseños de McDougall de barcos y barcazas  fueron recibidos con un considerable escepticismo, resistencia y escarnio. Como algunos opinaron que las proas tenían el aspecto de un hocico porcino, algunos observadores les llamaron "barcos cerdo".
Después de que McDougall fuese incapaz de convencer a los constructores de barcos existentes para probar sus diseños, fundó la American Steel Barge Company en Superior, Wisconsin, en 1888 y los construyó por sí mismo. McDougall promovió activamente su diseño y su empresa con el envío del SS Charles W. Wetmore a Londres y con la fundación de un nuevo astillero en Everett, Washington, que construyó el SS City of Everett (Ciudad de Everett). Cuando se estaba organizando la Exposición Mundial Colombina de 1893, que se celebraría en Chicago, Illinois, McDougall apreció otra oportunidad para dar a conocer su diseño. El Columbus, concebido como un ferry, fue un intento de demostrar que el diseño whaleback funcionaba bien para el servicio de pasajeros y que era capaz de viajar a alta velocidad.
El nombre del navío hace honor al explorador Cristóbal Colón, al igual que la misma Exposición Mundial Colombina (World's Columbian Exposition), que se hizo para celebrar el IV Centenario del Descubrimiento de América.

## La construcción y la Exposición Mundial Colombina

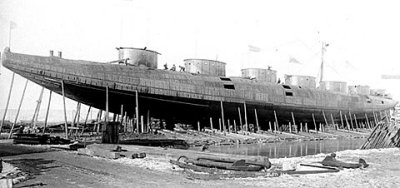
Casco en construcción. Muestra las torretas en las que fueron colocadas las cubiertas.

La World's Fair Steamship Company (Compañía de Barcos de Vapor de la Feria Mundial) encargó la construcción del barco Columbus con un presupuesto estimado de 360,000 $. La construcción se realizó en la American Steel Barge Company de McDougall en Superior, Wisconsin. La construcción del barco comenzó a finales de 1892.
El casco de la estructura, que incluyó nueve mamparos, se completó el 13 de septiembre de 1892. Los mecanismos de propulsión de la nave fueron lo siguiente que se instaló. Consistían en una sola hélice de cuatro palas de 14 pies (4 m) de diámetro y 19 pies (6 m) de paso, dos motores de expansión de vapor de émbolo triple  (con tres cilindros de 26 pulgadas (66 cm), 42 pulgadas (107 cm) y 70 pulgadas (178 cm) de diámetros en un marco común de 42 pulgadas (107 cm) fabricados por Samuel F. Hodge & Company de Detroit, Míchigan, y seis calderas Scotch de retornos tubulares de acero (de 11 pies (3 m) de diámetro por 12 pies (4 m) de largo) construidas por Cleveland Shipbuilding Company. Posteriormente, se añadió la parte redondeada superior del casco, seguida de las seis torretas, que eran sustancialmente mayores de las empleadas para los cargueros whaleback. El barco fue botado el 3 de diciembre de 1892, después de que las dos superestructuras de cubierta fuesen montadas en las torretas a lo largo de la línea central del casco para permitir el acceso a sus dos cubiertas internas, una en las torretas y otra en el casco inferior.
Fue equipado entre finales de 1892 y principios de 1893. Tenía luz eléctrica y estaba elegantemente amueblado. Su gran salón y el paseo al aire libre de la cubierta tenían varias fuentes y también tenía un gran acuario con truchas y otros peces de los lagos. Las cabinas y los espacios públicos fueron recubiertos con paneles de roble y tenían alfombras de terciopelo, ventanas con vidrios grabados, mármoles y muebles de cuero. Los pasajeros contaban con tiendas y restaurantes.
La American Steel Barge Company de McDougall se comprometió en el contrato que el Columbus sería construido y entregado en tres meses, lo que hizo que fuese uno de los barcos de gran calado construidos más rápido de aquella época. Los constructores se comprometieron a que se embarcase y desembarcase rápidamente, y calcularon que el barco tendría capacidad para embarcar a 5 000 pasajeros en cinco minutos y de desembarcar a ese número de pasajeros en menos de ese tiempo. El Columbus se construyó para recorrer las 6 millas (10 km) del muelle del centro de la ciudad a los terrenos de la exposición, en el Parque Jackson y la Calle 64, en 20 minutos.
McDougall creó otra compañía en su grupo de empresas, la Columbian Whaleback Steamship Company, en Duluth, Minnesota, para que se encargarse del Columbus. Esta compañía fue comisionada el 13 de mayo de 1893. Su primer capitán fue John McArthur, que había capitaneado otros whaleback de las empresas de McDougall, empezando por el primer whaleback a motor, el Colgate Hoyt, construido en 1890. McDougall fue citado por haber dicho a McArthur: "Aquí esta tu barco a vapor; llévalo hasta Chicago y haz un éxito de él".

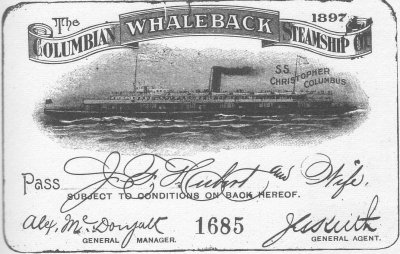
Una entrada impresa, firmada por el gerente general Alex McDougall

McArthur hizo eso. La embarcación Columbus, pintada de blanco, hizo muchos viajes al día, partiendo del muelle de la Calle Randolph/Van Buren, en el lago Míchigan, hasta el Parque Jackson, donde se encontraba el recinto de la Exposición Mundial Colombina, realizada en estilo beaux arts y conocida como la "Ciudad Blanca". Un folleto de publicidad lo llamaba "la mayor maravilla marina de su tiempo", y otra publicación la llamó la "Reina de los Lagos". Tenía una capacidad de entre 4 000 y 5 000 pasajeros en las cuatro partes de su cubierta, pero se informó de que había llevado a 7 000 en su viaje inaugural. Otro barco de pasajeros del lago fue el vapor Virginia de 1891 (llamado posteriormente USS Blue Ridge) de la empresa Goodrich Transit Line.
El Columbus llevó entre 1,7 y 2 millones de pasajeros, según diferentes fuentes, durante la exposición. Tan solo hubo un accidente, en el cual el fallecido fue un miembro de la tripulación. Los comisarios de la exposición le entregaron al capitán McArthur un reloj de oro con una representación del barco en reconocimiento. Posteriormente, McArthur pasó a ser capitán de otros whaleback, entre los que estuvo el USS Frank Rockefeller, llamado posteriormente USS Meteor, que es el único whaleback que sigue existiendo.